# Hermanas de la Misericordia

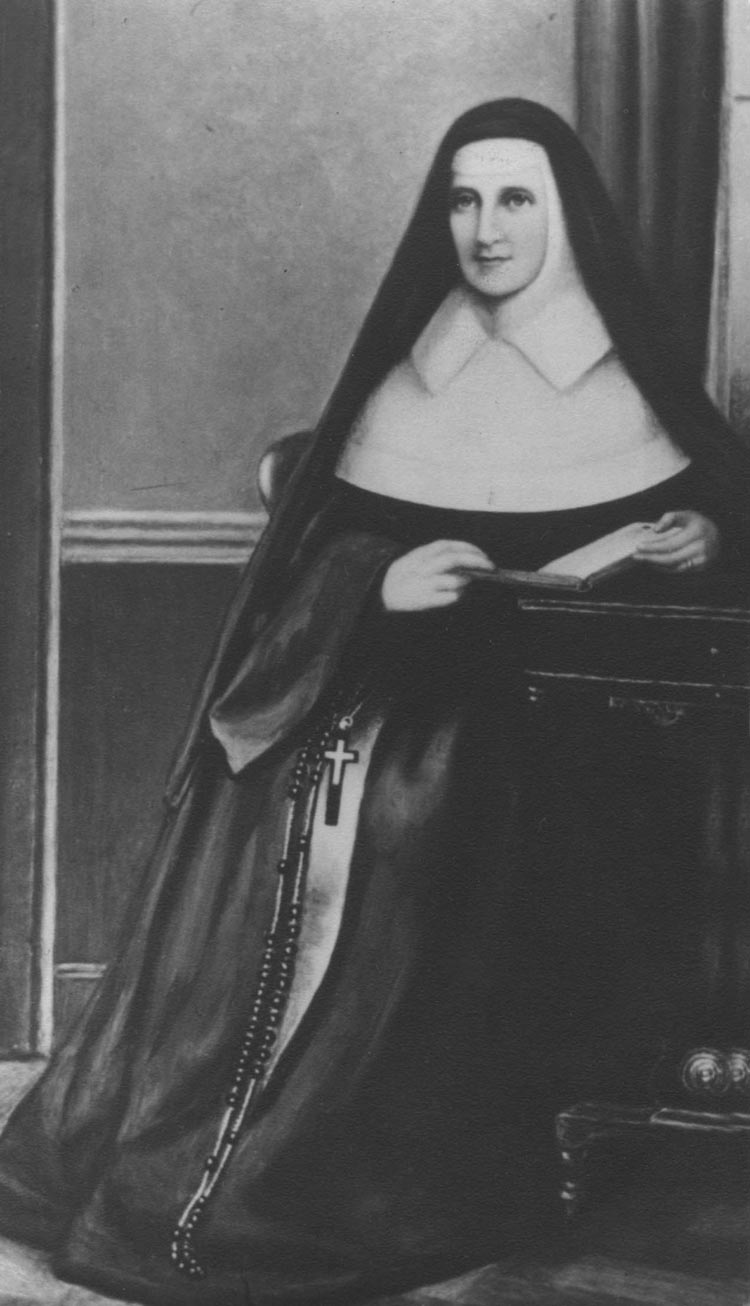
La madre Catalina McAuley, R.S.M., fundadora de las Hermanas Religiosas de la Misericordia

Hermanas de la Misericordia (en idioma inglés y oficialmente Religious Sisters of Mercy, R.S.M.) es la denominación que reciben las religiosas de la congregación católica fundada por Catalina McAuley en Irlanda en 1831. En 2003 la congregación tenía un número aproximado de diez mil religiosas por todo el mundo, organizadas en varias congregaciones independientes.

## Votos
Las hermanas toman votos de pobreza, castidad y obediencia comunes a la vida religiosa católica y en adición un voto al que llaman de servicio. Participan en la vida de la comunidad que rodea su convento dentro del contexto misionero del servicio al pobre y al necesitado. Muchas hermanas se han enrolado en la educación, la atención médica y programas comunitarios. La organización es también activa en relaciones públicas y política. 

## Fundación
La orden comenzó cuando McAuley utilizó la fortuna que había recibido en herencia para construir una Casa de la Caridad en Dublín con el fin de prestar servicios de educación, vida religiosa y servicios sociales para mujeres de escasos recursos y niños. La Casa tuvo oposición local porque la sociedad de entonces tenía como idea concebida que este tipo de actividades debía ser realizados por religiosas o monjas y no por mujeres laicas. De esta manera la iglesia local asintió en la formación de una orden extra-conventual y de ahí viene la tradición de llamarlas las hermanas caminantes (Walking nuns) por su intenso trabajo de servicio por fuera del convento. La Casa permanece ahora como el Centro Internacional de la Misericordia. 

## Asociación Internacional de la Misericordia
En 1992 los líderes de varias congregaciones crearon la Asociación Internacional de la Misericordia para coordinar cooperación y servicios. El propósito de la Asociación es la de proveer y ayudar en los diferentes servicios inspirados por el ministerio de las Hermanas de la Misericordia y sus asociaciados.